# Referenzbudget
Referenzbudgets stellen für unterschiedliche Haushaltstypen notwendige, monatliche Haushaltsausgaben dar und dienen als Orientierungshilfe etwa bei der Budget- und Schuldenberatung oder bei der Diskussion sozialpolitischer Maßnahmen. Für Österreich wurden Referenzbudgets von der ASB Schuldnerberatungen, Dachorganisation der staatlich anerkannten Schuldenberatungen in Österreich, entwickelt und werden jährlich aktualisiert. Die in Referenzbudgets enthaltenen Ausgabenposten sollen aufzeigen, was man mindestens zum Leben braucht, wenn eine bescheidene gesellschaftliche Teilhabe gesichert sein soll. Als theoretische Grundlage dient dabei das Verwirklichungschancenkonzept von Martha C. Nussbaum. Im Rahmen des zweijährigen EU-Projekts „Standard Budgets“ (gefördert aus Mitteln des EU-Programmes PROGRESS) wurden 2008–2009 in mehreren europäischen Ländern erstmals Referenzbudgets erstellt und in weiterer Folge fortlaufend weiter entwickelt. Sie werden für einige europäische Länder jährlich aktualisiert.

## Definition und Zweck
Referenzbudgets sind Ausgabenraster, die für verschiedene Haushaltstypen erstellt werden. Basierend auf der Haushaltszusammensetzung, dem verfügbaren Einkommen und anderen Charakteristika (Wohnsituation, Besitz eines Autos etc.) wird ein Raster erstellt, welcher der jeweiligen Haushaltssituation entspricht. Mit Hilfe dieser Ausgabenraster kann aufgezeigt werden, mit welchen Ausgaben ein Haushalt mit einem bestimmten – oft niedrigen – Einkommen mindestens zu rechnen hat bzw. welches Einkommen für die Sicherung der notwendigen Ausgaben mindestens erforderlich ist.
Zweck der Erstellung von Referenzbudgets ist es, die tatsächlichen Kosten eines gewissen Grundlebensstandards zu errechnen, der den körperlichen, psychischen und sozialen Bedürfnissen einer Person entspricht und ihr eine angemessene Beteiligung am modernen gesellschaftlichen Leben ermöglicht. Es geht also nicht darum zu errechnen, wie viel Geld zum bloßen Überleben erforderlich ist, und damit eines unabdingbaren Mindeststandards. Vielmehr geht es darum, die tatsächlichen Bedürfnisse eines Haushalts einzuschätzen und ein Budget zu erstellen, mit dem sich ein menschenwürdiges Leben führen lässt und ein gewisses Maß an sozialer Teilhabe gesichert ist.
Damit werden die Referenzbudgets zu einem wichtigen Instrument, das nicht nur einen Beitrag zur Bekämpfung von Armut und Überschuldung leisten kann, sondern auch auf die Vermeidung sozialer Ausgrenzung und Verringerung sozialer Ungleichheit abzielt.
Aus praktischer Sicht stellt sich dabei die konkrete Frage, was es für einen angemessenen Lebensstandard, der auch ausreichende Teilhabemöglichkeiten bietet, braucht. Als hilfreicher theoretischer Bezugsrahmen bietet sich hier das vom Ökonomie-Nobelpreisträger Amartya Sen vorgestellte und von der Philosophin Martha C. Nussbaum weiter entwickelte Modell der Verwirklichungschancen an.

## Anwendung
Für die Anwendung von Referenzbudgets lässt sich ein weites Feld abstecken. So werden die Haushaltsbudgets in mehreren europäischen Ländern in der Budget- und Schuldenberatung eingesetzt. Eine Übersicht über die Angebote und Anwendungsgebiete in unterschiedlichen Ländern bietet die Website des Europäischen Netzwerks zu Referenzbudgets (englisch-sprachig). Die Situation konkreter Privathaushalte kann mit den Daten der Referenzbudgets verglichen werden. Aufgrund der Unterschiede, die sich ergeben, können sinnvolle Ansatzpunkte für ein in Zukunft ausgeglichenes Budget ermittelt werden. Um mögliche Reserven für Rückzahlungen im Rahmen einer Schuldenregulierung und deren Folgen zu eruieren, können Simulationen einer möglichen Ausgabenänderung angestellt werden.
Überschuldungsvermeidende Wirkung haben Referenzbudgets vor allem dann, wenn sie bereits zur Kreditwürdigkeitsprüfung herangezogen werden, wie dies in den Niederlanden der Fall ist, wo das Nationale Institut für Budgetinformation, NIBUD, auch Kennzahlen an die Kreditwirtschaft liefert. Mittels der Referenzbudgets kann die Kredithöhe eines Haushalts kalkuliert werden (Kennzahl des Verhältnisses Kredit/Einkommen) und damit auch, ob davon auszugehen ist, dass ein Haushalt in der Lage ist, einen Kredit zurückzuzahlen. Verwendung finden die Referenzbudgets auch im Hinblick auf Kaufkraftkalkulationen, in der Armutsforschung und Sozialplanung. In den Niederlanden wurden die Referenzbudgets für die Entwicklung einer spezifischen Kalkulation der Armutsgrenze herangezogen.
Für die Armutsforschung sind Referenzbudgets insofern interessant, als sie einen Mindest-Warenkorb für verschiedene Haushaltstypen festlegen. Derzeit werden europaweit Armutsgrenzen vor allem einkommensseitig definiert; als armutsgefährdet gilt gemäß den Vorgaben des europäischen Statistikamts Eurostat, wer mit einem Einkommen auskommen muss, das weniger als 60 % des mittleren Einkommens im eigenen Land ausmacht. Organisationen wie das europäische Armutsnetzwerk EAPN kritisieren schon länger die unzureichende Berücksichtigung von notwendigen Ausgaben.

## Referenzbudgets Österreich
Für Österreich hat die Referenzbudgets die ASB Schuldnerberatungen, Dachorganisation der staatlich anerkannten Schuldenberatungen in Österreich, im Rahmen des zweijährigen EU-Projekts „Standard Budgets“ entwickelt. Die Referenzbudgets werden jährlich aktualisiert und in der Schuldenberatung sowie der Budgetberatung als „Budgetbeispiele“ verwendet. Die Referenzbudgets werden auch immer wieder bei der Diskussion (geplanter) sozialpolitischer Maßnahmen als Referenzwert herangezogen.
Derzeit gibt es österreichische Referenzbudgets für 7 Haushaltstypen:
- Ein-Personen-Haushalt
- Paar
- Ein-Eltern-Haushalt mit 1 Kind
- Ein-Eltern-Haushalt mit 2 Kindern
- Paar mit 1 Kind
- Paar mit 2 Kindern
- Paar mit 3 Kindern

Seit 2020 wird auch erhoben, welche Kosten für Kinder („Kinderkosten“) entstehen.
Die Berechnung der einzelnen Ausgabenkategorien der Referenzbudgets erfolgt mittels unterschiedlicher Methoden.

### Primärdaten
Wo keine Daten verfügbar sind, bzw. die verfügbaren ungeeignet erscheinen, werden eigene Erhebungen in Geschäften, Katalogen und im Internet durchgeführt.

### Sekundärdaten
Hier werden Daten von auf gewisse Themen und Fachgebiete spezialisierten Organisationen, wie z. B. Wirtschaftskammer Österreich, Arbeiterkammer Österreich, e-control, Volks- und Hauptschulen, Verkehrsclub Österreich, von Wissenschaftern und von der Statistik Austria generiert. Herangezogen werden zudem bestehende Fixtarife wie beispielsweise Fernseh- und Rundfunkgebühr und Selbstbehalte bei Schülerfreifahrten.

### Fokusgruppen/Diskussionen
Zusätzlich werden die Ergebnisse aus Fokusgruppengesprächen mit Verbrauchern als Input für die Referenzbudgets verwendet. Ihre Ansichten und Erfahrungen tragen dazu bei, realitätsnähere Budgets zu erzielen.
Den meisten der verwendeten Kategorien liegen sogenannte grundlegende Warenkörbe zugrunde, d. h. detaillierte Listen von Gütern (Anschaffungspreis und Lebensdauer), die auf monatliche Kosten umgelegt werden. Diese Güter sind für jeden Haushalt unbedingt erforderlich und allesamt neuwertig (keine Gebrauchtwaren).
Für die Preisermittlung werden vergleichsweise niedrige, jedoch als angemessen beurteilte Preise verwendet. Die allerniedrigsten Preise werden nicht einbezogen, da nicht alle Waren und Dienstleistungen immer zu diesem Preis erhältlich sind. Darüber hinaus muss davon ausgegangen werden, dass es für Konsumenten zu zeitaufwändig wäre, in jeder einzelnen Kategorie jeweils die niedrigsten Preisen zu ermitteln. Je nach Kategorie wird entweder das erste Quartil (25 % über dem niedrigsten Preis) oder ein Durchschnittswert herangezogen.
Die österreichischen Referenzbudgets werden jährlich mittels Verbraucherpreisindex aktualisiert und alle fünf Jahre umfassend überarbeitet.